# Episodi de Il fascino dell'insolito (seconda stagione)
La seconda stagione de Il fascino dell'insolito è andata in onda su Rete 2 dal 21 agosto al 4 settembre 1981.
| nº | Titolo                      | Prima TV Italia  |
| -- | --------------------------- | ---------------- |
| 1  | La strada al chiaro di luna | 21 agosto 1981   |
| 2  | La casa della follia        | 28 agosto 1981   |
| 3  | Impostore                   | 4 settembre 1981 |

## La strada al chiaro di luna
- Diretto da: Massimo Manuelli
- Scritto da: Franco Ferrini, Massimo Manuelli (da Ambrose Bierce)
- Interpreti: Mario Valdemarin (Simone Gioele), Eva Axen (Giulia Gioele), Rodolfo Traversa (il commissario), Franco Angrisano (il portiere dell'hotel), Walter Ricciardi (il cameriere), Angela Sacchi (la cameriera), Armando Landolfi (il ladro), Sara Manuelli (Sara Gioele), Barbara Nay (la segretaria), Luigi Caracciolo (il croupier), Sasà Montano (un giocatore), Elena Panarella (Sara adolescente)

### Trama
Simone Gioele, un uomo d'affari, è sposato con Giulia. Una mattina, il giorno 22 del mese, egli parte per un viaggio di lavoro, ma invece di andare in aeroporto si reca presso un hotel, dove sceglie di prendere la camera n. 22, numero che per lui è un'ossessione. Passa la giornata in stanza a effettuare telefonate mute a casa alla moglie; infine, quando è sera inoltrata, torna a casa e parcheggia fuori, attendendo in auto. Accade un fatto inaspettato: un ladro forza la porta e si introduce in casa; poco dopo entra anche Simone, che sale in camera da letto, dove strangola Giulia. Il giorno dopo, la polizia scientifica trova un gran numero di impronte del ladro, fatto che scagiona Simone; alla sera, passeggiando con la giovane figlia Sara, gli sembra di vedere in una strada, al chiaro di luna, la figura di Giulia che lo chiama. Il giorno dopo scappa senza lasciare traccia, abbandonando la figlia; si trasferisce negli Stati Uniti, dove cambia il nome in Caspar Lewin. Di tanto in tanto gioca alla roulette sempre lo stesso numero, il 22, e ogni anniversario del delitto torna in Italia, nello stesso hotel e nella stessa camera del giorno dell'omicidio. Passati alcuni anni, durante una di queste visite ha un infarto; ricoverato in ospedale, viene riconosciuto e visitato dalla figlia ormai adolescente. Poco dopo muore, ma questa non sembra essere la fine della storia.

## La casa della follia
- Diretto da: Biagio Proietti
- Scritto da: Diana Crispo, Biagio Proietti (da Richard Matheson)
- Interpreti: Luigi Pistilli (Chris Neal), Olga Karlatos (Sally Neal), Renato Mori (John Morton), Sasi Conte (Mary Forbes), Remo Remotti (il preside)

### Trama
Chris Neal, uno scrittore di mezza età, è in crisi creativa da diversi anni. La frustrazione che ne consegue lo porta ad avere degli accessi di collera sempre più frequenti, fino a minacciare la giovane moglie Sally, che perciò decide di lasciarlo. John Morton, un amico di Chris, lo avverte del fatto che, secondo una recente teoria, la collera potrebbe avere effetti anche sugli oggetti della casa, i quali potrebbero immagazzinare questa energia negativa. Sempre secondo questa teoria, la presenza di Sally avrebbe fatto da bilanciamento all'energia negativa, ma il suo allontanamento potrebbe far sì che questa energia si scateni, provocando effetti imprevedibili. Chris rientra a casa e comincia a essere vittima di piccoli incidenti domestici, via via più gravi.

## Impostore
- Diretto da: Andrea Frazzi, Antonio Frazzi
- Scritto da: Andrea Frazzi, Antonio Frazzi (da Philip K. Dick)
- Interpreti: Adalberto Maria Merli (Spence Olham), Daniele Dublino (il comandante), Antonio Piovanelli (Nelson), Giorgio Giuliano (Edward), Elisabetta Carta (Mary Olham), Italo Dall'Orto (Peters), Bruno Marinelli (Capoposto), Renato Montalbano (dottor Chamberlain), Vittorio Battarra (voce primo militare), Claudio De Davide (voce secondo militare)

### Trama
In un presente distopico, l'umanità è in guerra contro una forza extraterrestre. Il conflitto ha provocato ingenti danni al pianeta, molte zone sono inaccessibili a causa di radiazioni, e l'umanità resiste in una piccola porzione di territorio, denominata "la cupola", protetta da un generatore di ioni che respinge le radiazioni. La difesa planetaria intercetta una comunicazione degli extraterrestri nella quale si parla di un robot umanoide, realizzato con le fattezze di uno scienziato che lavora nel laboratorio della difesa, il quale ha presumibilmente preso il posto del vero scienziato, con lo scopo di far esplodere il laboratorio, celando al proprio interno una bomba. I sospetti si indirizzano subito verso uno degli scienziati più influenti, il dottor Spence Olham; egli viene catturato e sedato, ma un contrattempo fa sì che riesca a fuggire. Comincia una caccia all'uomo, con Olham che cerca a tutti i costi il modo per dimostrare che il robot non è lui.